# Anežka Habsburská († 1322)
Anežka Habsburská (1257? – 11. října 1322, Wittenberk), byla saská vévodkyně, manželka Albrechta II., druhorozená dcera římského krále Rudolfa Habsburského.

## Život
Anežka byla v rámci Rudolfovy sňatkové politiky roku 1273 provdána za saského vévodu Albrechta. Z tohoto manželství se narodilo šest dětí včetně nejstaršího syna Rudolfa, který převzal v roce 1298 vládu v Sasku-Wittenbersku. Pohřbena byla ve františkánském klášteře ve Wittenbergu, ten byl časem zrušen a během vykopávek v roce 1883 byly nalezené kosterní pozůstatky příslušníků askánské dynastie přesunuty do zámeckého kostele ve Wittenbergu.